# Сосновка (Дубровский район)
Сосновка — деревня в Дубровском районе Брянской области, в составе Сещинского сельского поселения. Расположена в 8 км к югу от посёлка Сеща. Население — 7 человек (2010).

## История
Упоминается с XVIII века в составе Брянского уезда, бывшее владение Правиковых и др. (Также называлась Сосновка-Соколовка, Круглая.) Входила в приход села Жабова, с 1850 — села Нарадовки. С 1861 по 1924 в Алешинской волости Брянского (с 1921 — Бежицкого) уезда; позднее в Дубровской волости, Дубровском районе (с 1929). В конце XIX века работал винокуренный завод. До 1969 — в Жабовском, Староколышинском, Сергеевском, Заустьенском сельсоветах.